# Mala Vranovina
Mala Vranovina is een plaats in de gemeente Topusko in de Kroatische provincie Sisak-Moslavina. De plaats telt 3 inwoners (2001).